# Laagduurswoude
Laagduurswoude (Stellingwerfs: Legeduurswoold; Fries: Legeduerswâld) is een buurtschap in de gemeente Ooststellingwerf, in de Nederlandse provincie Friesland. Het ligt ten zuidwesten van het dorp Oosterwolde en ten noordoosten van Makkinga.
Het vormt eigenlijk een eenheid met Hoogeduurswoude als Duurswolde. De plaatsnaam zou verwijzen naar de eigenaar van de gronden en een moerasbos (een wolde). De eigenaarsnaam was Djoerd, Durre of Dieuwerd. In de 18e eeuw spreekt men in de kerkregisters van twee eigen boerenplaatsen. Laagduurswoude wordt in 1718 vermeld als Leeg Duirswolde en in 1913 als Laag Duurswoude. Zowel Laagduurswoude als Hoogeduurswoude hebben boven en beneden gronden en bewoning: een dekzandrug uit de ijstijden doorklieft het gebied. 